# Smolník (okres Gelnica)
Smolník (Hongaars:Szomolnok, Duits: Schmöllnitz) is een Slowaakse gemeente in de regio Košice, en maakt deel uit van het district Gelnica.
Smolník telt 1278 inwoners.
De plaats was tot 1920 onderdeel van Hongarije en lag in het comitaat Szepes en heette toen Szomolnok. De bevolking bestond vooral uit Zipserduitsers. Tot de Tweede Wereldoorlog was de overgrote meerderheid van de bevolking dan ook Duitstalig. Na de Tweede Wereldoorlog werd de complete bevolking verdreven of sloeg zelf op de vlucht nadat de Tsjechoslowaakse regering per decreet de volledige Duitse bevolking schuldig verklaarde aan de oorlog.

## Historische bevolkingssamenstelling
Gelnica · Helcmanovce · Henclová · Hrišovce · Jaklovce · Kluknava · Kojšov · Margecany · Mníšek nad Hnilcom · Nálepkovo · Prakovce · Richnava · Smolnícka Huta · Smolník · Stará Voda · Švedlár · Úhorná · Veľký Folkmar · Závadka · Žakarovce